# Gynoplistia philpotti
Gynoplistia philpotti là một loài ruồi trong họ Limoniidae. Chúng phân bố ở miền Australasia.